# Bank of America Center (Houston)
Bank of America Center je mrakodrap v centru texaského města Houston. Má 56 pater a výšku 238 metrů, je tak 4. nejvyšší mrakodrap ve městě. Výstavba probíhala v letech 1980 - 1983 a za designem budovy stojí architekti Phillip Johnson a John Burgee. Budova disponuje 139 350 m2 převážně kancelářských ploch, které obsluhuje 32 výtahů. Hlavními nájemníky jsou firmy Bank of America, KPMG, Mayer, Brown, Rowe & Maw, Connelly, Baker, Maston, Wotring, Jackson LLP a několik dalších společností, které zabírají menší prostory.